# Petine
Petine (cyr. Петине) – wieś w Czarnogórze, w gminie Pljevlja. W 2011 roku liczyła 40 mieszkańców.